# Ирски грађански рат
Ирски грађански рат (ир. Cogadh Cathartha na hÉireann) је био војни и идеолошки сукоб између присталица и противника Англо-ирског споразума којим је након ирског рата за независност основана Ирска Слободна Држава али са ограниченим суверенитетом. Присталице споразума су сматрале да је прихватање тог споразума исправан корак ка пуној независности. Радикалнији националисти су с друге стране видели овај споразум као издају и нису признавали његове одлуке, међу којима је и Подела Ирске. Присталице споразума су биле окупљене око Националне армије коју је предводио Мајкл Колинс уз подршку Уједињеног Краљевства, док су се противници споразума окупили око Ирске републиканске армије.
Повод за почетак грађанског рата је био спор око надзора над бившим касарнама и оружјем Британске војске које је Ирска Слободна Држава преузела темељем Споразума; низ мањих инцидената је 28. јуна 1922. у Даблину ескалирао у тзв. Битку за Даблин, односно крваве уличне борбе у којима је Национална армија, делом захваљујући артиљерији и другом тешком оружју које су им доставили Британци, поразила републиканце. Иако је ИРА у почетку била бројчано јача и контролисала највећи део територије, Национална армија је релативно брзо успоставила своју власт по свим већим градовима. ИРА је на то одговорила преласком на герилску стратегију, чија је најпознатија жртва био лично Мајкл Колинс, командант Националне армије и један од истакнутијих присталица споразума. На то је влада одговорила увођењем преких судова и масовним погубљењима заробљених припадника ИРА-е. То, као и експлицитно стављање Католичке цркве на страну присталица споразума је за неколико месеци довело до слабљења и осипања редова ИРА-е, чији су представници на проеће прихватили понуду да положе оружје. Ирски грађански рат, иако је изазвао далеко бројније људске и материјалне жртве од рата за независност је у самој Ирској дуго времена био табу тема, делом и због тога што су у њему једни друге на бруталне начине убијали некадашњи саборци и пријатељи. Његове последице су се пак примећивале кроз све донедавно неупитну доминацију странака Фијана Фол и Фине Гејл - створених од некадашњих ратних противника.